# Rachel Shelley
Rachel Shelley (* 25. August 1969 in Swindon, England) ist eine britische Schauspielerin.

## Leben
Shelley lebte an unterschiedlichen Orten in England und im Ausland. Sie studierte an der University of Sheffield English und Schauspiel und schloss mit Auszeichnung ab.
Shelley war eine gut etablierte Schauspielerin im Vereinigten Königreich mit erfolgreichen Filmen, wie Der Elfengarten mit Ben Kingsley, Everybody Loves Sunshine mit David Bowie und Lagaan – Es war einmal in Indien, der eine Oscar-Nominierung für Bester fremdsprachiger Film erhielt. 2004 sprach sie für die Rolle der Helena Peabody in der erfolgreichen Lesben-Serie The L Word – Wenn Frauen Frauen lieben vor und bekam die Rolle.
Shelley produzierte eine Reihe von Artikeln in der englischen Zeitung The Guardian. Der erste Artikel aus dem Jahr 2001 beschreibt ihre Gefühle und Erfahrungen beim Drehen des Bollywood-Klassikers Lagaan – Es war einmal in Indien in der Wüste Indiens. Der zweite handelt von ihrem Besuch bei der Oscarverleihung 2002. Der dritte erzählt von ihren Erfahrungen während des Drehs ihrer ersten Staffel von The L Word – Wenn Frauen Frauen lieben.
Shelley ist mit dem Schauspieler, Regisseur, Autor und Produzent Matthew Parkhill liiert.

## Filmografie (Auswahl)
- 1994: Royce
- 1997: Der Elfengarten (Photographing Fairies)
- 1999: Everybody Loves Sunshine
- 2001: Lagaan – Es war einmal in Indien (Lagaan: Once Upon a Time in India)
- 2002: Coupling – Wer mit wem? (Coupling, Fernsehserie, Folge 3x04)
- 2002: Heartbeat (Fernsehserie, Folge 11x17)
- 2003: Agatha Christie: Blausäure (Sparkling Cyanide, Fernsehfilm)
- 2003: Im Dienste Ihrer Majestät – Licensed by Royalty (L/R: Licensed by Royalty, Fernsehserie, Folge 1x01)
- 2003: Kate Fox & die Liebe (Miss Match, Fernsehserie, Folge 1x03)
- 2004: Lust auf Seitensprünge (Seeing Other People)
- 2006: Herzensangelegenheiten (Gray Matters)
- 2006–2009: The L Word – Wenn Frauen Frauen lieben (The L Word, Fernsehserie, 54 Folgen)
- 2007: Ghost Whisperer – Stimmen aus dem Jenseits (Ghost Whisperer, Fernsehserie, 4 Folgen)
- 2008: The Children
- 2011: Episodes (Fernsehserie, Folge 1x04)
- 2011: Strike Back (Fernsehserie, Folge 2x05)
- 2012: Once Upon a Time – Es war einmal… (Once upon a time, Fernsehserie, Folge 2x04)
- 2012–2013: Casualty (Fernsehserie, 12 Folgen)
- 2012–2016: Once Upon a Time – Es war einmal … (Once Upon a Time, Fernsehserie, 3 Folgen)
- 2013: Toast of London (Fernsehserie, Folge 1x04)
- 2013–2014: Rogue (Fernsehserie, 7 Folgen)
- 2014: Grantchester (Fernsehserie, Folge 1x01)
- 2017–2018: Different for Girls (Fernsehserie, 5 Folgen)
- 2018–2019: Deep State (Fernsehserie, 11 Folgen)
- 2022: Blank
- 2023: Kohrra (Fernsehserie, 6 Folgen)